# Армавир (село)
Армавир (арм. Արմավիրо файле [ɑɾmɑvíɾ]) — село в Армавирской области Армении.

## География
Село расположено в южной части марза, при автодороге , на расстоянии 9 километров к юго-востоку от города Армавир, административного центра области. Абсолютная высота — 855 метров над уровнем моря.
Климат
Климат характеризуется как семиаридный (BSk в классификации климатов Кёппена). Среднегодовая температура воздуха составляет 12 °C. Средняя температура самого холодного месяца (января) составляет −3 °С, самого жаркого месяца (июля) — 25,2 °С. Расчётная многолетняя норма атмосферных осадков — 293 мм. Наибольшее количество осадков выпадает в мае (50 мм).

## Население
| Год переписи | Население          | Население          | Население          | Население            | Население            | Население            |
| Год переписи | Наличное население | Наличное население | Наличное население | Постоянное население | Постоянное население | Постоянное население |
| Год переписи | Всего              | Мужчины            | Женщины            | Всего                | Мужчины              | Женщины              |
| ------------ | ------------------ | ------------------ | ------------------ | -------------------- | -------------------- | -------------------- |
| 2001         | 2772               | 1334               | 1438               | 2910                 | 1417                 | 1493                 |
| 2011         | 3173               | 1523               | 1650               | 3319                 | 1635                 | 1684                 |